# Томас-Саймондс, Ник
Никлос (Ник) Томас-Саймондс (англ. Nicklaus (Nick) Thomas-Symonds; род. 26 мая 1980, Блэнавон, Blaenavon) — британский политик, член Лейбористской партии.

## Биография
В 2001 году окончил Сент-Эдмунд-Холл Оксфордского университета, где изучал философию, политику и экономику, затем читал в этом же колледже курс по истории британских правительств XX века. Позднее получил квалификацию барристера и занимался адвокатской практикой, специализируясь в коммерческом праве, до избрания в Палату общин от округа Торвайн в 2015 году.
Занимал младшие министерские должности в теневом правительстве Джереми Корбина, не присоединившись к «мятежу» противников лидера лейбористов после референдума о выходе Великобритании из Евросоюза и став в 2016 году теневым генеральным солиситором Англии и Уэльса.
5 апреля 2020 года назначен теневым министром внутренних дел при формировании теневого правительства Кира Стармера.
29 ноября 2021 года в ходе серии кадровых назначений в теневом кабинете перемещён на должность теневого министра внешней торговли.
4 сентября 2023 года в результате новой серии кадровых перестановок назначен теневым министром без портфеля.
5 июля 2024 года после победы лейбористов на парламентских выборах было сформировано правительство Стармера, в котором Томас-Саймондс 8 июля получил ряд постов без права участия в заседаниях Кабинета — генеральный казначей, младший министр Кабинета, отвечающий за вопросы Конституции и отношения с Европейским союзом.

## Избранные труды
- Эттли: жизнь в политике / Attlee: a life in politics. London: I.B. Tauris. ISBN 978-1845117795. (2010)
- Най: Политическая жизнь Эньюрина Бивана / Nye: The Political Life of Aneurin Bevan. London: I.B. Tauris. ISBN 978-1780762098. (2014)
- Гарольд Вильсон: победитель / Harold Wilson: The Winner. London: Orion Publishing Co. ISBN 978-1474611954. (2022)